# Imperial (Kalifornija)
Imperial je grad u američkoj saveznoj državi Kalifornija. Prema popisu stanovništva iz 2010. u njemu je živjelo 14.758 stanovnika.